# Forever Young (［Champagne］の曲)
『Forever Young』（フォーエバー・ヤング）は、[Champagne]の通算7枚目のシングル。2013年4月3日にRX-RECORDSから発売された。

## 概要
[Champagne]としては、2013年1月23日に前作「starrrrrrr/涙がこぼれそう」をリリースして以来約2ヶ月ぶりのシングルとなった。
本作の初回プレス分には2013年9月より翌2014年7月までのツアー「We Don't Learn Anything Tour 2013-2014」のチケット最速先行抽選受付のシリアルナンバーが封入された。

## 収録曲
1. Forever Young
作詞・作曲：川上洋平
ミュージック・ビデオが制作され、一時はYouTubeにて公開されたが、MVの内容・演出がオーストラリアのバンド・Clubfeetの『Everything You Wanted』のMVと酷似していた[2]。これについて、インターネット上で日本人や海外ユーザーからの指摘が相次ぎ、さらにはClubfeet側もSNSを通じて「日本人に『Everything You Wanted』のビデオを盗まれた」とコメントする[3]などの騒動に発展。これを受けた所属レーベルのRX-RECORDSは、YouTubeで公開した映像を削除し、ホームページに謝罪文を掲載した[4]。RX-RECORDSは「映像制作を担当した弊社の企画、演出であり、メンバーが意図したものではございません」とコメントしたが、メンバーは「メンバーとしては出演もしており、更に完成後の映像チェックも行いましたので、関わっていたと自覚しております」とした上で、「正直今回の映像は『パクリだ！』と指摘されても得ない内容だったと思います」とコメントしている[5]。なお、MV自体は2017年12月20日に発売されたミュージッククリップ集「CLIPS」に収録され、現在は視聴することが可能である。
楽曲が発表されたばかりの頃はライブ演奏時、アウトロにてU2の「With or Without You / Shine Like Stars」が歌われることがあった[要出典]。
2. Onion Killing Party
作詞：川上洋平　作曲：川上洋平、庄村聡泰
ドラムス担当の庄村が初めて作曲に携わった楽曲。作曲した庄村は玉ねぎが苦手であり、それにちなんだ歌詞となっている[1]。